# Jardín de Plantas Medicinales de la Universidad de Farmacia de Tohoku
El Jardín de Plantas Medicinales de la  Universidad Médica y Farmacéutica de Tohoku (en japonés: 東北医科薬科大学付属植物園 Tōhoku Ika-Yakka Daigaku Fuzoku Shokubutsuen) es un jardín botánico de 2437,5 m² de extensión, administrado por la Universidad Médica y Farmacéutica de Tohoku, que se encuentra en el campus de la universidad en Sendai, prefectura de Miyagi, Japón.

## Localización
Sendaishi Shokubutsuen Komatsushima 4-4-1, Aoba-ku, Sendai-shi, Miyagi-ken, 981-0905, Honshu-jima Japón.
Planos y vistas satelitales.38°17′07.8″N 140°53′02.8″E / 38.285500, 140.884111
- Altitud: 95 m s. n. m.
- Temperatura media anual: 12,2 °C (en 2005)
- Precipitaciones medias anuales: 1 028,5 mm (en 2005)

Se encuentra en el interior del campus; es visitable por el público en general previa cita, siendo gratis.

## Historia
El jardín botánico fue creado en 1939 para prácticas de los alumnos de Ciencias Naturales.
Está administrado por la Universidad Médica y Farmacéutica de Tohoku.

## Colecciones
Se cultivan unas 350 especies de plantas medicinales, adaptadas al clima y al medio ambiente de la región del Tohoku, que se divide en tres secciones:
- Sección de plantas utilizadas en los remedios populares japoneses, formando parte de la farmacopea tradicional, así como un parterre de hierbas aromáticas.
- Sección de plantas medicinales de sombra y plantas medicinales trepadoras.
- Sección de cultivos experimentales utilizada para los trabajos prácticos de los estudiantes en farmacia.

Entre las plantas que albergan son de destacar:
Agastache rugosa, Angelica acutiloba, Angelica decursiva, Asarum sieboldii, Asparagus cochinchinensis, Atractylodes lancea DC., Atractylodes ovata, Atropa belladonna, Benincasa hispida, Berchemia racemosa, Cassia occidentalis, Catalpa ovata, Chaenomeles speciosa, Citrus bergamia, Colchicum autumnale, Digitalis purpurea, Ricinus communis, Mentha arvensis var. piperascens, Coptis japonica, Cornus officinalis, Forsythia suspensa, Scopolia japonica, Paeonia japonica, Fritillaria verticilata var. thunbergii, Podophyllum peltatum, Rheum raponticum, Trarella polyphylla, Polygonatum odoratum, Pinellia ternata, Lithospermum erythrorhizon, Ruta graveolens, Valeriana officinalis, Lonicera japonica, Sophora flavescens, Scutellaria baicalensis, Leonurus sibiricus, Nandina domestica, Hypericum erectum, Dioscorea japonica, Eupatorium fortunei, Lycium rhombifolium, Humulus lupulus, Pueraria lobata, Cnidium officinale, Patrinia villosa, Vitex rotundifolia, Ziziphus jujube,..